# Szum migotania

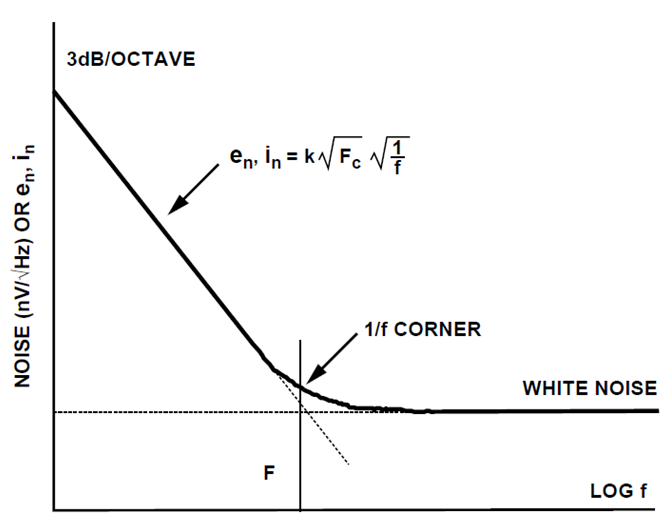
Przecięcie szumu migotania z białym szumem na wykresie spektralnym

Szum migotania (ang. flicker noise), także szum „różowy” (ang. pink noise), szum nadmiarowy – szum występujący w półprzewodnikach, inny dla każdego przyrządu. Wynika z defektów sieci krystalicznej. Jego moc jest proporcjonalna do prądu polaryzacji, a odwrotnie proporcjonalna do częstotliwości. Szum ten jest pomijalny przy częstotliwościach  powyżej 10 kHz. Odkryty w 1925 roku. Pojęcie zwykle wymieniane w połączeniu z prądem stałym.